# 龙居寺 (广汉市)
龙居寺位於四川省德阳市广汉市汉州街道龙居村。创建于唐代，明清重修。“文革”中受到破坏。1986年之后恢复重建藏经楼、山门等建筑。
中殿建于明正统十二年（1447年），坐北向南，面阔三间11.16米，进深三间12.13米，抬梁式木结构建筑。墙体内侧有壁画十铺，面积约86平方米，绘于明成化二年（1466年），主要内容为佛教十二圆觉，为四川地区现存明代佛寺壁画中的精品。
1956年8月16日公佈“龙居寺中殿及壁画”為四川省第一批歷史及革命文物保護單位。1980年7月7日重新公佈為四川省第一批文物保護單位。2013年3月5日“龙居寺中殿”列為第七批全國重點文物保護單位。